# غرانت فيلوز
غرانت فيلوز (بالإنجليزية: Grant Fellows)‏ هو قاضي أمريكي، ولد في 13 أبريل 1865، وتوفي في 16 يوليو 1929.